# 페드로 나바로
페드로 나바로 (Pedro Navarro, 1460년 경 – 1528년 8월 28일)는 스페인 출신의 군사 공학자이자 군인이다. 성벽 파괴에 유용한 지뢰와 폭탄을 만드는 기술자이다. 1512년 라벤나 전투에서 스페인군과 교황군을 지휘했으나 프랑스에 붙잡힌후 프랑스로 전향하여 프랑수아 1세 밑에서 복무하였다. 

## 생애

### 어린 시절
출생이나 어린 시절에 대해서는 알려진것이 거의 없다. 나바라의 롱칼 계곡에 있는 가르데에서 태어났을 것으로 보인다. 1485년 이전에 추기경 후안 데 아라곤을 위해 일하며 군인으로서 경력을 쌓아가기 시작했다. 이탈리아에서는 용병대장이 되어 북아프리카 해적들과 싸우기도 했다. 1499년에 곤살로 페르난데스 데 코르도바에게 고용되었고 1500년 케팔로니아 점령과 공성전에 참여했다. 트루크의 성벽 파괴에 유용한 지뢰와 폭탄을 발명하였다. 

### 올리베토 백작
그는 곤살로 페르난데스 데 코르도바 밑에서 계속 근무했고 나폴리로 가, 프랑스의 공격으로부터 1502년 카노사, 1503년 타란토를 지켜냈다. 그는 체리뇰라 전투에서 야전 요새 건설 감독을 맡았고, 그것이 4월 28일에 느무르 공작 루이 다르마냐크와의 전투에서 코르도바가 승리하게끔 하였다. 그는 1503년 12월 29일 가릴리아노강의 스페인의 승리에 대한 중요한 역할을 했고 그의 노고에 대한 보답으로 올리베토 백작에 임명되었다.  

### 해적 소탕
남미에서 금은을 실은 스페인 수송선들이 북아프리카 해적들에게 지중해에서 약탈당하는 일이 발생하곤 하였다. 이에 따라 스페인 국왕 페르난도 2세는 해적들의 거점인 북아프리카 정벌을 추진하였다. 1507년 스페인으로 돌아온 나바로는 왕명에 따라 시스네로스 추기경과 함께 북아프리카 원정에 참여했다. 1508년에 그가 고안한 부유 포대를 사용하며 페뇽데벨레스데라고메라 점령을 도왔다. 1509년에 메르스엘케비르,  베자이아, 오랑 점령전에도 참전하였다. 1510년과 1512년에는 알제, 튀니스, 틀렘센, 트리폴리 정복 당시에는 직접 스페인군을 이끌었다.

### 캉브레 동맹 전쟁
1511년에 나폴리 부왕 라몬 데 카르도나에 고용되어 프랑스와의 새로운 전쟁 소식이 들리는 이탈리아로 돌아갔다. 그는 1512년에 적군의 진형을 파괴하기 위해 고안한 많은 수의 작은 대포가 달린 수레를 만들었다. 그의 노력에도 스페인-교황령 연합군은 1512년 4월 11일 라벤나에서 가스통 드 푸아가 이끄는 프랑스군에 패했고, 그는 포로로 붙잡혔다. 아라곤의 페르난도 2세는 그의 몸값을 지불하는걸 거부했고, 그는 결국 프랑수아 1세를 섬기기로 했다. 프랑스군의 밀라노 원정 (1515년–1516년)에 동행했다. 마리냐노 (1515년 9월 13일-14일)에서는 프랑수아 1세와 함께 교황이 고용한 스위스군을 상대로 싸워서 이긴후 밀라노로 진격하여 점령하였고 결국 원정은 프랑스의 승리로 종결되었다.  

### 포로생활
프랑스측에서 복무를 계속한 그는 비코카 전투 (1522년 4월 27일)에 참전했었고 다음 해 초 (1523년) 스페인군이 제노바를 점령할 때 포로로 잡혔다. 마드리드 조약 (1526년 1월 14일) 이후 석방되어 프랑스로 돌아갔다.

## 사망
코냑동맹 전쟁중에 있었던 나폴리 공성전(1528년)에 참전하였다. 프랑스 진영에 전염병이 퍼지며 큰 전투력 손실이 발생함에 따라 프랑스는 공성전을 포기하였다. 아브레사로 후퇴하려 했으나 황제군의 습격을 받아 샤를 드 나바르와 함께 생포되었다. 누오보성에 투옥된후 사형 되었다.

## 참고 문헌
- Dupuy, Trevor N., Curt Johnson, and David L. Bongard. Harper Encyclopedia of Military Biography. 1st ed. New York: Castle Books, pp. 539–540. ISBN 0-7858-0437-4.
- Taylor, Frederick Lewis (1973). The Art of War in Italy, 1494–1529. Westport: Greenwood Press. ISBN 0-8371-5025-6.